# 슈말츠
슈말츠(이디시어: שמאלץ, 독일어: Schmalz)는 거위나 닭 등 닭기러기류의 지방 조직에서 나온 흰색의 반고체를 정제해 만든 기름이다.

## 이름
이디시어 "슈말츠(שמאלץ)"는 독일어 "슈말츠(Schmalz)"와 동원어인데, 독일어에서는 거위기름·닭기름을 사용해 만든 정제 수지 외에도 돼지기름, 버터 등 동물성 지방을 정제해 만든 기름을 모두 "슈말츠"라 부른다. 예를 들어 라드는 "슈바이네슈말츠(Schweineschmalz→돼지 슈말츠)"라, 거위기름 슈말츠는 "겐제슈말츠(Gänseschmalz→거위 슈말츠)"라 불리며, 정제버터는 "부터슈말츠(Butterschmalz→버터 슈말츠)"라 불린다.

## 역사
북·서유럽과 동유럽에 사는 아슈케나짐 유대인들이 요리에 사용한 기름이다. 카슈루트가 고기와 유제품을 섞어 먹는 것을 금하기 때문에, 유대인들은 고기를 버터에 조리할 수 없으며, 돼지고기가 금기 음식이기 때문에 라드를 사용할 수도 없고, 쇠고기나 양고기의 경우 힘줄과 지방 조직을 먹는 것이 허용되지 않기 때문에 탤로를 사용할 수도 없다. 지중해 근처 남유럽이나 중동에 사는 유대인은 올리브유나 참기름 등 식물성 기름을 사용할 수 있었는데, 추운 북서유럽과 동유럽에서는 그것도 가능하지 않았기 때문에 이 지역의 아슈케나짐 유대인들은 거위나 닭 등 닭기러기류로부터 식용유를 얻었다. 슈말츠를 많이 얻기 위해 거위에게 사료를 억지로 지나치게 많이 먹이는 과정에서, 푸아그라라는 음식이 생겨나기도 했다.

## 같이 보기
- 라드
- 탤로